# Le Tragédien
Le Tragédien (en russe : Tragik) est une nouvelle d'Anton Tchekhov, parue en 1883.

## Historique
Le Tragédien est initialement publié dans la revue russe Les Éclats, no 41, du 8 octobre 1883, sous le pseudonyme d’Antocha Tchékhonté. Aussi traduit en français sous le titre Un tragique.

## Résumé
Macha Sidorietski, la jeune fille du chef de la police, est tellement enthousiaste lors de sa première sortie au théâtre, qu’elle demande à son père d’inviter les acteurs à dîner le lendemain.
Arrivent le directeur de la troupe Limonadov, le tragédien Fénoguénov et le comique Vodolazov. Le père s’ennuie ferme avec ces artistes, mais sa fille est heureuse. Tellement heureuse qu’elle retourne tous les jours au théâtre et que les acteurs viennent déjeuner ou dîner très régulièrement. Macha tombe amoureuse de Fénoguénov. Quand la troupe quitte la ville, elle les suit en cachette de son père et se marie avec Fénoguénov.
Le tragédien en se mariant avec la fille espère soutirer de l’argent au père ; cela ne fonctionne pas comme il veut. Il oblige Macha à tenir des petits rôles dans la troupe pour justifier sa présence. Elle n’a pas de talent et connaît peu ses textes. Fénoguénov la bat et l’oblige à écrire à son père pour lui demander de l’argent.

## Édition française
- Le Tragédien, traduit par Madeleine Durand et André Radiguet, in Œuvres I, Paris, Éditions Gallimard, coll. « Bibliothèque de la Pléiade » no 197, 1968  (ISBN 978-2-07-0105-49-6).